# Miki Monrás
Miquel "Miki" Monrás Albanell, född 17 januari 1992 i Barcelona, är en spansk racerförare.

## Racingkarriär
Monrás var mycket framgångsrik i karting och vann många mästerskap, både spanska och ett europeiskt. Säsongen 2007 tävlade han dels i karting, men körde även ett fåtal race i Masters Junior Formula, samt alla fyra race i Formula Renault 2.0 Italia Winter Series under vintern. 2008 började hans riktiga satsning på formelbilsracing. Han började direkt med både Formula Renault 2.0 Eurocup, som han slutade 21:a i, och Formula Renault 2.0 West European Cup. I WEC tog han som bäst en tredjeplats på Circuito Ricardo Tormo, och slutade på åttonde plats totalt.
Monrás fortsatte att kombinera Eurocup och WEC även 2009, den här gången med bättre resultat. I Eurocup tog han tre pallplatser, dock ingen seger, vilket räckte till femte plats i slutställningen. I det mindre konkurrenskraftiga WEC, tog han sju pallplatser, dock inte heller där någon seger, men ett snabbaste varv och en pole position. Han förlorade precis kampen om tredjeplatsen till fransmannen Nathanaël Berthon, och fick nöja sig med fjärde.
Till säsongen 2010 tog Monrás klivet upp till det nyskapade GP3 Series och teamet MW Arden, som stöds av Mark Webber. Under detta år plockade han ingen seger, men en andra- och en tredjeplats, och slutade säsongen på tiondeplats. Till 2011 tog han ett sidosteg till FIA Formula Two Championship, där han inledde med att göra ett hat trick redan i det andra racet under säsongens första tävlingshelg på Silverstone Circuit.
| År                                               | Klass/Mästerskap                         | Team                            | Bil                      | Totalt/poäng   | Bästa placering               |
| ------------------------------------------------ | ---------------------------------------- | ------------------------------- | ------------------------ | -------------- | ----------------------------- |
| 2007                                             | Master Junior Formula                    | ?                               | ?                        | 17:e/25p       | ?                             |
| 2007                                             | Formula Renault 2.0 Italia Winter Series | Cram Competition                | Tatuus FR2000 (Renault)  | 13:e/32p       | 7:a på Vallelunga (Race 3)    |
| 2008                                             | Formula Renault 2.0 West European Cup    | Hitech Junior Team              | Tatuus FR2000 (Renault)  | 8:a/30p        | 3:a på Ricardo Tormo (Race 2) |
| 2008                                             | Formula Renault 2.0 Eurocup              | Hitech Junior Team              | Tatuus FR2000 (Renault)  | 21:a/6p        | 7:a på Estoril (Race 1)       |
| 2009                                             | Formula Renault 2.0 West European Cup    | SG Formula                      | Tatuus FR2000 (Renault)  | 4:a/117p       | Tre andraplatser              |
| 2009                                             | Formula Renault 2.0 Eurocup              | SG Formula                      | Tatuus FR2000 (Renault)  | 5:a/76p        | Tre tredjeplatser             |
| 2010                                             | GP3 Series                               | MW Arden                        | Dallara GP3/10 (Renault) | 10:a/17p       | 2:a på Istanbul Park (Race 2) |
| 2011                                             | FIA Formula Two Championship             | Paddock Bulevard (huvudsponsor) | Williams JPH1B F2 (Audi) | säsongen pågår | säsongen pågår                |
| Senast uppdaterad: 2011-05-08 (4963 dagar sedan) |                                          |                                 |                          |                |                               |